# Piechota wybraniecka

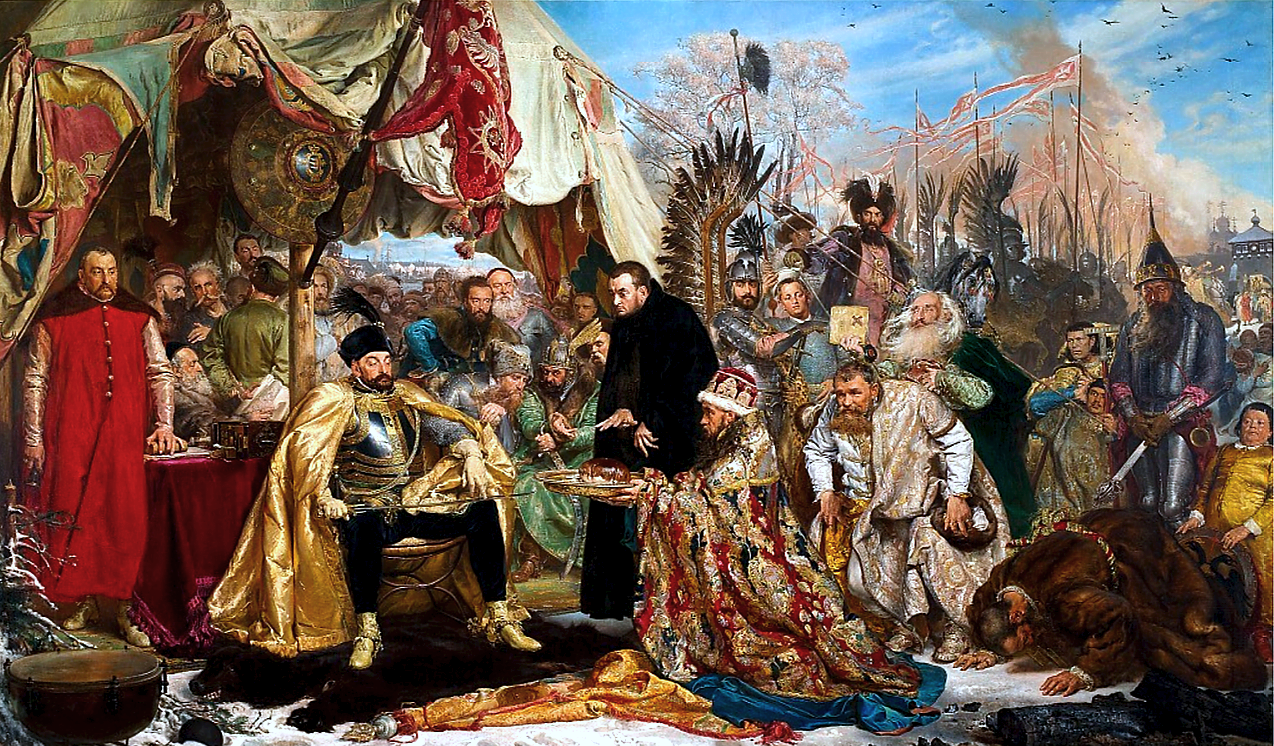
Król Stefan Batory – twórca piechoty wybranieckiej, z którą dotarł aż pod Psków

Piechota wybraniecka (wybrańcy) – rodzaj oddziałów wojskowych w Rzeczypospolitej Obojga Narodów, do której rekrutowani byli jedynie chłopi z dóbr królewskich w Koronie od 1578 i na Litwie od 1595.

## Charakterystyka
Ten rodzaj piechoty inaczej zwanej łanową utworzono, na wzór siedmiogrodzkiej, za panowania króla Stefana Batorego ...abyśmy w koronie i państwach naszych dostatek pieszych ludzi do potrzeb wojennych mieli. Początkowo król planował objąć zaciągami wybranieckimi wszystkich chłopów, co pozwoliłoby na stworzenie stałej, kilkunastotysięcznej piechoty narodowego autoramentu, jednakże Sejm ograniczył ją do chłopów z królewszczyzn, po jednym z 20 łanów (... ze wsi królewskich ma być jeden człowiek na pieszego obrany..., któryby się do tego sam dobrowolnie (domyślnie zgłosił) ... między inszemi śmielszy i dostateczniejszy i do potrzeby wojennej pochopniejszy...). Wybraniec otrzymywał własne gospodarstwo, był zwolniony od wszelkich powinności (rozkładanych na gospodarzy z pozostałych 19 łanów), natomiast zobowiązany był do stawienia się na wezwanie w błękitnym mundurze określonego kroju i z uzbrojeniem, na który składały się rusznica, topór o długim stylisku i szabla. W czasach pokojowych miały odbywać się raz na kwartał ćwiczenia wybrańców (stawić się u rotmistrza czy porucznika do monstrowania z rusznicą swą dobrze narządzoną, z szablą, siekierą, w sukni swej barwy takiej, jaką mu rotmistrz albo porucznik naznaczy, z prochem, ołowiem do kul...). W potrzebie wojennej miał stawić się u rotmistrza natychmiast i od tej chwili otrzymywał żołd równy temu, jaki otrzymywali inni żołnierze formacji pieszych. Po raz pierwszy wybrańcy zostali użyci pod Wielkimi Łukami i Pskowem podczas wojny polsko-moskiewskiej 1577–1582.
Nigdy nie było tych piechurów więcej niż 2000 w Koronie i kilkuset na Litwie. W drugiej połowie XVII wieku było ich tylko około 1000. Działo się tak dlatego, że dzierżawcy królewszczyzn lekceważyli, a nawet sabotowali uchwały sejmowe o wybrańcach, nie chcąc tracić przypadających na nich czynszów i innych danin. Czasami wykupywali wybraniectwa, częściej starali się wybrańców zastraszyć i siłą ściągnąć należności. W 1595 r. po całym Podhalu i Spiszu szerokim echem odbiła się tragedia Piotra Fleszara, wybrańca ze Szczawnicy, który odmówił dzierżawcy dóbr czorsztyńskich, Janowi Łękawskiemu, zapłaty bezprawnie nałożonego nań czynszu w wysokości 14 zł oświadczając: żem jest wolny od wszelkich czynszów i robót, bo służę Rzplitej i wyprawiłem się na wojnę. Dzierżawca kazał ująć Fleszara i zakuć go w kajdany, po czym zostawił go na mrozie na dziedzińcu zamku czorsztyńskiego, gdzie ten po dwóch tygodniach zamarzł.
Z czasem wartość wybrańców stopniowo malała. Wynikało to z faktu, iż ani dzierżawcy królewszczyzn ani chłopi nie byli zainteresowani zaciągami. Częste były przypadki przekupywania oficerów werbunkowych przez wybrańców w celu uniknięcia udziału w wojnie. Z uwagi na niski poziom wyszkolenia wybrańców w czasach późniejszych nie używano ich do walki, lecz do prac inżynieryjnych.
W 1726 roku Sejm podjął uchwałę, by piechotę wybraniecką zastąpić podatkiem od sołtysów osadzonych na łanach wybranieckich (100 złp rocznie od wybrańca) i utworzyć w jej miejsce piechotę łanową. W ten sposób sfinansowano utworzony w 1729 roku dodatkowy regiment pieszy cudzoziemskiego autoramentu (6 Regiment Pieszy Łanowy) o stanie około 350 żołnierzy.
System wybraniecki z powodzeniem funkcjonował natomiast w pewnych okresach w niektórych innych państwach, np. w Szwecji.